# Challenger de Lille 2024
El torneo Play In Challenger 2024 fue un torneo de tenis perteneció al ATP Challenger Tour 2024 en la categoría Challenger 100. Se trató de la 6.ª edición; el torneo tuvo lugar en la ciudad de Lille (Francia), desde el 26 de febrero hasta el 3 de marzo de 2024 sobre pista dura bajo techo.

## Jugadores participantes del cuadro de individuales
| Favorito | País                      | Jugador                    | Rank1 | Posición en el torneo |
| -------- | ------------------------- | -------------------------- | ----- | --------------------- |
| 1        | Bandera de Francia        | Arthur Rinderknech         | 86    | CAMPEÓN               |
| 2        | Bandera de Estados Unidos | Brandon Nakashima          | 90    | Baja                  |
| 3        | Bandera de Francia        | Benoît Paire               | 111   | Primera ronda         |
| 4        | Bandera de Bélgica        | Zizou Bergs                | 124   | Primera ronda         |
| 5        | Bandera de Francia        | Grégoire Barrère           | 125   | Cuartos de final      |
| 6        | Bandera de Moldavia       | Radu Albot                 | 150   | Cuartos de final      |
| 7        | Bandera de Alemania       | Benjamin Hassan            | 152   | Segunda ronda         |
| 8        | Bandera de Francia        | Giovanni Mpetshi Perricard | 162   | Cuartos de final      |

- 1 Se ha tomado en cuenta el ranking del 5 de febrero de 2024.

### Otros participantes
Los siguientes jugadores recibieron una invitación (wild card), por lo tanto ingresan directamente al cuadro principal (WC):
- Arthur Gea
- Benoît Paire
- Lucas Pouille

Los siguientes jugadores ingresan al cuadro principal tras disputar el cuadro clasificatorio (Q):
- Arthur Bouquier
- Michael Geerts
- Manuel Guinard
- Tristan Lamasine
- Hazem Naw
- Henri Squire

## Campeones

### Individual Masculino
- Arthur Rinderknech derrotó en la final a  Joris De Loore por 6–4, 3–6, 7–6(8)

### Dobles Masculino
- Christian Harrison /  Marcus Willis derrotaron en la final a  Titouan Droguet /  Giovanni Mpetshi Perricard por 7–6(6), 6–3